# Wilhelm Schonath
Wilhelm Schonath (* 20. Juli 1907 in Hof; † 30. April 1979) war ein deutscher Bibliothekar.

## Leben
Schonath studierte Philosophie, Geschichte, Kunstgeschichte, Archäologie, Kirchengeschichte und Patrologie. Er arbeitete an der Schlossbibliothek in Pommersfelden und hat dort ca. 35.000 Bände, Handschriften und Drucke katalogisiert. Er verfasste daneben zahlreiche Schriften zur fränkischen Bibliotheks-, Kirchen- und Landesgeschichte.

## Schriften
- Katalog der Handschriften der Gräflich von Schönborn'schen Bibliothek zu Pommersfelden, 4 Bände, Pommersfelden 1951–1952.
- Ein Prachteinband aus dem Kreise Jakob Krauses in der Schloßbibliothek Pommersfelden. In: Gutenberg-Jahrbuch, 29 (1954), S. 311–315.
- Schönborn'sche Bücherzeichen. In: Mainfränkisches Jahrbuch für Geschichte und Kunst, Bd. 12 (1960), S. 25–34.

- Das Graf von Schönbornsche Amtsarchiv Pommersfelden. In: Bericht / Historischer Verein Bamberg für die Pflege der Geschichte des Ehemaligen Fürstbistums, Bd. 100 (1964), S. 415–427.

- Die Pommersfeldener Wachstafeln. In: Jahrbuch für fränkische Landesforschung, Bd. 26 (1966), S. 351–366.
- Bibliothecae Academicae Herbipolensis libri: versprengte Schätze der Universitäts-Bibliothek Würzburg in Schloß Pommersfelden. Degener, Neustadt an der Aisch 1967 (Quellen und Beiträge zur Geschichte der Universität Würzburg. Beihefte; 2).
- Die liturgischen Drucke des Bistums und späteren Erzbistums Bamberg. In: Bericht. Historischer Verein für die Pflege der Geschichte des ehemaligen Fürstbistums Bamberg, Jg. 103 (1967), S. 388–418.

- 250 Jahre Schloß Pommersfelden (1718–1968) Katalog der Ausstellung; [Ausstellung vom 14. Juni bis 15. September 1968]. Schöningh, Würzburg 1968 (Neujahrsblätter / Gesellschaft für Fränkische Geschichte; 33).
- Schloß Pommersfelden. In: Georg Daßler (Hrsg.): Landkreis Höchstadt a.d. Aisch. Vergangenheit und Gegenwart. Hoeppner, Aßling-München 1970, S. 166–183.

- Geschichte der Grafen von Schönborn. In: Badische Heimat, Bd. 55 (1975), Heft 3, S. 291–304.